# Centro Escocés de Medicina Regenerativa
El Centro Escocés de Medicina Regenerativa (en inglés: Scottish Centre for Regenerative Medicine, SCRM) es un centro de investigación de células madre de la Universidad de Edimburgo, Escocia.
El SCRM es parte del consorcio BioQuarter localizado en el campus Little France al sur de la ciudad de Edimburgo, y alberga científicos pertenecientes al Centro de Medicina Regenerativa (CRM), el servicio Nacional Escocés de Transfusión de Sangre y de la compañía Roslin Cells.
El edificio, diseñado por Sheppard Robson, fue inaugurado el 28 de mayo de 2012 por la princesa real y cuenta con laboratorios especializados para medicina aplicada y de grado GMP.

## Científicos destacados
El SCRM cuenta con varios científicos destacados, entre los que se encuentra el profesor Ian Wilmut, investigador líder en el proyecto de clonación de Dolly. 
La profesora Clare Blackburn, líder del grupo de investigación en desarrollo y regeneración del timo, ha logrado cultivar un timo a partir de células reprogramadas.